# Ниткоподібне сортування
Ниткоподібне сортування (Strand sort) – це алгоритм сортування. Він працює за допомогою повторного витягування сортованих підсписків зі списку, що потрібно посортувати, та їх злиттям в кінцевий (посортований) список.
Кожна ітерація витягує з непосортованого списку  нитку вже  посортованих елементів і зливає ці нитки (списки) в одну.
Назва алгоритму походить від “ниток” (“частин”) посортованих даних в межах непосортованого списку, що вилучаються один за одним. Даний алгоритм є сортуванням з порівнянням, тому що він використовує порівняння, коли вилучає нитки-списки і коли з'єднує їх в посортований список.
Алгоритм ниткоподібного сортування у середньому виконує {\displaystyle O(n^{2})} операцій. Проте у найкращому випадку (коли список уже посортований) алгоритм — лінійний, тобто здійснює всього {\displaystyle O(n)} порівнянь. У найгіршому випадку (коли список посортований у зворотньому напрямку) алгоритм виконує {\displaystyle O(n^{2})} операцій.
Ниткоподібне сортування доцільно застосовувати для даних, що зберігаються у зв'язному списку, через часте додавання та вилучення елементів. Якщо використовувати іншу структуру даних — наприклад, масив, тоді час виконання та складність алгоритму значно зростають. 
Також це сортування варто використовувати, коли велика частина даних уже посортована, тому що такі дані вилучаються одною “ниткою”.

## Приклад
| Список    | Підсписок | Посортований список |
| --------- | --------- | ------------------- |
| 3 1 5 4 2 |           |                     |
| 1 4 2     | 3 5       |                     |
| 1 4 2     |           | 3 5                 |
| 2         | 1 4       | 3 5                 |
| 2         |           | 1 3 4 5             |
|           | 2         | 1 3 4 5             |
|           |           | 1 2 3 4 5           |

Кроки:
1. Пройти по списку і витягнути посортований підсписок, починаючи з першого елемента.
2. Посортований підсписок з першої ітерації помістити в порожній посортований список.
3. Повторити крок 1.
4. Оскільки посортований список уже не порожній - злити підсписок та посортований список.
5. Повторити кроки 3-4 поки зі списку не будуть вилучені всі елементи.

## Псевдокод
Простий спосіб зображення ниткоподібного сортування на псевдокоді:

```
procedure
 strandSort( A : list of sortable items ) 
defined as:

  
while
 length( A ) > 0
    
clear
 sublist
    sublist[ 0 ] := A[ 0 ]
    
remove
 A[ 0 ]
    
for each
 i 
in
 0 
to
 length( A ) - 1 
do:

      
if
 A[ i ] > sublist[ last ] 
then

        
append
 A[ i ] 
to
 sublist
        
remove
 A[ i ]
      
end if

    
end for

    
merge
 sublist 
into
 results
  
end while

  
return
 results

end procedure
```

## Реалізація

### C++
```
#include
 
<list>

using
 
namespace
 
std
;

template
 
<
typename
 
T
>

list
<
T
>
 
strandSort
(
list
<
T
>
 
unsorted
)

{

  
if
 
(
unsorted
.
size
()
 
<=
 
1
)

  
{

    
return
 
unsorted
;

  
}

  
list
<
T
>
 
result
;

  
list
<
T
>
 
sublist
;

  
while
 
(
!
unsorted
.
empty
())

  
{

    
sublist
.
push_back
(
unsorted
.
front
());

    
unsorted
.
pop_front
();

    
for
 
(
typename
 
list
<
T
>::
iterator
 
it
 
=
 
unsorted
.
begin
();
 
it
 
!=
 
unsorted
.
end
();)

    
{

      
if
 
(
sublist
.
back
()
 
<=
 
*
it
)

      
{

        
sublist
.
push_back
(
*
it
);

        
it
 
=
 
unsorted
.
erase
(
it
);

      
}

      
else

      
{

        
it
++
;

      
}

    
}

    
result
.
merge
(
sublist
);

  
}

  
return
 
result
;

}

```

### Haskell
```
merge
 
::
 
(
Ord
 
a
)
 
=>
 
[
a
]
 
->
 
[
a
]
 
->
 
[
a
]

merge
 
[]
 
ys
 
=
 
ys

merge
 
xs
 
[]
 
=
 
xs

merge
 
(
x
 
:
 
xs
)
 
(
y
 
:
 
ys
)

	
|
 
x
 
<=
 
y
 
=
 
x
 
:
 
merge
 
xs
 
(
y
 
:
 
ys
)

	
|
 
otherwise
 
=
 
y
 
:
 
merge
 
(
x
 
:
 
xs
)
 
ys

 

strandSort
 
::
 
(
Ord
 
a
)
 
=>
 
[
a
]
 
->
 
[
a
]

strandSort
 
[]
 
=
 
[]

strandSort
 
(
x
 
:
 
xs
)
 
=
 
merge
 
strand
 
(
strandSort
 
rest
)
 
where

	
(
strand
,
 
rest
)
 
=
 
extractStrand
 
x
 
xs

	
extractStrand
 
x
 
[]
 
=
 
([
x
],
 
[]
)

	
extractStrand
 
x
 
(
x1
 
:
 
xs
)

		
|
 
x
 
<=
 
x1
 
=
 
let
 
(
strand
,
 
rest
)
 
=
 
extractStrand
 
x1
 
xs
 
in
 
(
x
 
:
 
strand
,
 
rest
)

		
|
 
otherwise
 
=
 
let
 
(
strand
,
 
rest
)
 
=
 
extractStrand
 
x
 
xs
 
in
 
(
strand
,
 
x1
 
:
 
rest
)

```

### Pascal
```
program
 
StrandSortDemo
;

 

type

  
TIntArray
 
=
 
array
 
of
 
integer
;

 

function
 
merge
(
left
:
 
TIntArray
;
 
right
:
 
TIntArray
)
:
 
TIntArray
;

  
var

    
i
,
 
j
,
 
k
:
 
integer
;

  
begin

    
setlength
(
merge
,
 
length
(
left
)
 
+
 
length
(
right
))
;

    
i
 
:=
 
low
(
merge
)
;

    
j
 
:=
 
low
(
left
)
;

    
k
 
:=
 
low
(
right
)
;

    
repeat

      
if
 
((
left
[
j
]
 
<=
 
right
[
k
])
 
and
 
(
j
 
<=
 
high
(
left
)))
 
or
 
(
k
 
>
 
high
(
right
))
 
then

      
begin

        
merge
[
i
]
 
:=
 
left
[
j
]
;

        
inc
(
j
)
;

      
end

      
else

      
begin

        
merge
[
i
]
 
:=
 
right
[
k
]
;

        
inc
(
k
)
;

      
end
;

      
inc
(
i
)
;

    
until
 
i
 
>
 
high
(
merge
)
;

  
end
;

 

function
 
StrandSort
(
s
:
 
TIntArray
)
:
 
TIntArray
;

  
var

    
strand
:
 
TIntArray
;

    
i
,
 
j
:
 
integer
;

  
begin

    
setlength
(
StrandSort
,
 
length
(
s
))
;

    
setlength
(
strand
,
 
length
(
s
))
;

    
i
 
:=
 
low
(
s
)
;

    
repeat

      
StrandSort
[
i
]
 
:=
 
s
[
i
]
;

      
inc
(
i
)
;

    
until
 
(
s
[
i
]
 
<
 
s
[
i
-
1
])
;

    
setlength
(
StrandSort
,
 
i
)
;

    
repeat

      
setlength
(
strand
,
 
1
)
;

      
j
 
:=
 
low
(
strand
)
;

      
strand
[
j
]
 
:=
 
s
[
i
]
;

      
while
 
(
s
[
i
+
1
]
 
>
 
s
[
i
])
 
and
 
(
i
 
<
 
high
(
s
))
 
do

      
begin

        
inc
(
i
)
;

        
inc
(
j
)
;

	
setlength
(
strand
,
 
length
(
strand
)
 
+
 
1
)
;

        
Strand
[
j
]
 
:=
 
s
[
i
]
;

      
end
;

      
StrandSort
 
:=
 
merge
(
StrandSort
,
 
strand
)
;

      
inc
(
i
)
;

    
until
 
(
i
 
>
 
high
(
s
))
;

  
end
;

 

var

  
data
:
 
TIntArray
;

  
i
:
 
integer
;

 

begin

  
setlength
(
data
,
 
8
)
;

  
Randomize
;

  
writeln
(
'The data before sorting:'
)
;

  
for
 
i
 
:=
 
low
(
data
)
 
to
 
high
(
data
)
 
do

  
begin

    
data
[
i
]
 
:=
 
Random
(
high
(
data
))
;

    
write
(
data
[
i
]
:
4
)
;

  
end
;

  
writeln
;

  
data
 
:=
 
StrandSort
(
data
)
;

  
writeln
(
'The data after sorting:'
)
;

  
for
 
i
 
:=
 
low
(
data
)
 
to
 
high
(
data
)
 
do

  
begin

    
write
(
data
[
i
]
:
4
)
;

  
end
;

  
writeln
;

end
.

```